# Bursada
Bursada là một chi bướm đêm thuộc họ Geometridae.